# Castell de Monteagudo
El Castell de Monteagudo és una fortificació que està situada a uns 5 quilòmetres al nord-est de la ciutat de Múrcia (Regió de Múrcia, Espanya) i a uns 10 quilòmetres al sud-oest d'Oriola.
El castell està enclavat en un impressionant puntal rocós que s'eleva 149 metres sobre el nivell del mar, per la qual cosa domina tota l'Horta de Múrcia, regada pel riu Segura. La seva estratègica situació i la seva singular disposició converteixen a aquesta fortalesa en una fita fonamental de la depressió prelitoral murciana. Als peus del turó se situa, actualment, el nucli urbà de la pedania de Monteagudo, situada en la vora septentrional de l'Horta.
El castell de Monteagudo remunta els seus orígens a època islàmica. Les primeres referències documentals a aquesta fortificació indiquen la seva existència cap a 1078-1079. No obstant això, és en temps de Ibn Mardanis quan el castell adquireix la seva disposició actual pel que queda relacionat amb l'esplendor de la cort taifal murciana i la resistència hispà-musulmana enfront dels almohades durant la segona meitat del segle xii. No obstant això, la transcendental fama que encara conserva li vindria amb la incorporació del regne a la Corona de Castella en 1243. Allí va situar Alfons X el Savi la seva residència murciana, quedant vinculat als monarques castellans. L'agregació al regne de València de la vall del Vinalopó i la vega baixa del Segura al començament del segle xiv convertiria al castell de Monteagudo en la principal fortificació de Castella enfront de la Corona d'Aragó, vigilant secular del Camí ral que unia a Múrcia amb Oriola.

## Història

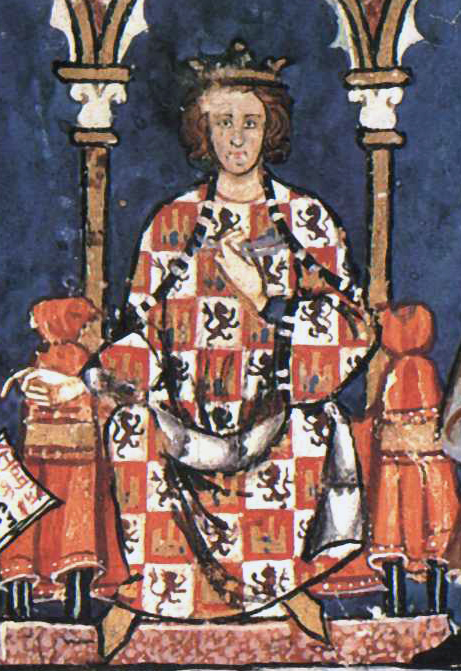
Alfons X el Savi va residir en el castell de Monteagudo.

La inclusió d'Oriola en la taifa de Dénia va convertir a Monteagudo en l'avantguarda fortificada del primer regne musulmà de Múrcia a la seva frontera nord-est, cap a la primera meitat del segle xi. Va ser en aquesta època quan Abderramán Ibn Tahir -primer rei musulmà de Múrcia- va ser empresonat en el després del seu destronament.
La importància que va cobrar la taifa murciana durant el seu segon període, el mardanisí, durant el segle xii, va ser paral·lela a la d'aquesta fortificació. Monteagudo va passar a formar un important conjunt arquitectònic al costat de l'alcàsser d'esbarjo d'Ibn Mardanis -el proper Castillejo de Monteagudo- i la fortificació de Larraix.
En el segle xiii, poc abans de la conquesta cristiana, el poeta Hazim al-Qartayanni ja cantava la verticalitat d'aquesta fortalesa contrastant amb la gran planície de la Vega del Segura en la seva obra Qasida maqsura.
Una vegada que el regne taifa de Múrcia va ser incorporat com protectorat a la Corona de Castella en 1243, i sobretot quan es va produir la fi d'aquest protectorat en 1266 -amb la intervenció aragonesa per sufocar la revolta musulmana de 1264-, Alfons X el Savi faria del la seva residència durant les seves estades a la ciutat de Múrcia, tal com reflecteix la documentació baixmedieval. Les labors intel·lectuals del monarca han portat a alguns autors a destacar la importància cultural de Monteagudo durant aquests anys.
El castell de Monteagudo, el proper Castillejo i la també propera fortalesa de Larraix van constituir la concessió més important dels repartiments efectuats en l'horta de Múrcia durant la segona meitat del xiii. Tots ells van ser lliurats pel rei Savi com repartiment a la seva esposa Violant d'Aragó, i així passaria també a Maria de Molina.
Al començament del segle següent, després del conflicte entre Castella i Aragó pel Regne de Múrcia, la vall del Vinalopó i part de la Vega Baixa del Segura van quedar incorporats al regne de València. Per tant, el castell de Monteagudo es va convertir en el puntal defensiu del regne castellà de Múrcia enfront de la futura governació aragonesa d'Oriola.
Protagonista de diversos fets d'armes durant la Baixa edat mitjana, la fortalesa encara conservava la seva importància militar durant el segle xvi, quan és citada en les relacions topogràfiques de Felip II. No obstant això la seva rellevància estratègica havia perdut interès conforme es diluïen les activitats bèl·liques frontereres entre les corones de Castella i Aragó.

## Arquitectura
En un dels més recents estudis realitzats sobre el castell de Monteagudo, l'arqueòleg Manzano Martínez va delimitar les estructures arquitectòniques existents en dos espais emmurallats concèntrics que se situen en el cim del turó on va quedar enclavada la fortalesa.
El recinte superior ocupa la part més alta del puntal rocós amb una planta rectangular jalonada de torrasses cúbiques que defensen els murs i ajuden a la seva solidesa estructural a manera de contraforts donada la irregularitat del terreny, ocupant una superfície aproximada d'uns 50 m per 25 m. Al seu torn aquest edifici quedaria subdividit en altres dos sectors ben diferenciats: d'una banda la plaça d'armes, on avui se situa una monumental imatge del Sagrat Cor de Jesús, i per un altre, un espai situat al nord on serien situades una sèrie d'estades i dependències així com l'accés a aquest recinte, parcialment destruït però que presenta l'espectacularitat de la seva obertura amb un típic arc de ferradura. Com a element característic sorgeixen, en les cantonades d'aquest cos, la disposició de les torres en angle entrant en lloc de les comunes torres de cantonades existents en altres fortificacions.
El recinte inferior s'estendria principalment en el sector nord-oriental del turó, i està compost per un cint emmurallat les torres del qual també es van situar molt properes entre si, donant-li un aspecte semblant a altres fortificacions del seu context històric i geogràfic. Per accedir a aquest espai calia sortejar una sèrie de portes en recolze i passadissos dominats per diferents torrasses que guardaven perfectament l'halo d'inexpugnabilitat de la fortalesa. Destaca també en aquest sector una torrassa relacionada amb un avenc des de la qual es proveïa d'aigua la guarnició del castell.
En línies generals, el conjunt de l'edifici va ser construït utilitzant un tapial d'argamassa d'excel·lent qualitat, amb encofrats modulars d'uns 80 cm d'alçada. No obstant això, en alguns trams determinats es va utilitzar el maó, tant en murs com en sòcols.

## El Crist de Monteagudo

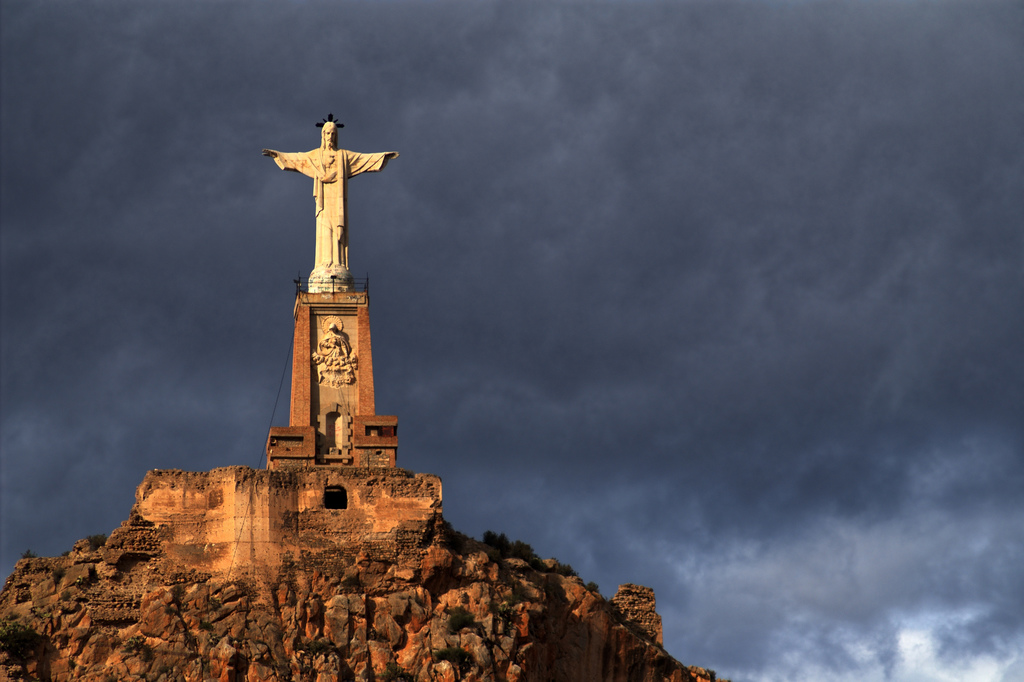
Crist de Monteagudo en el cim del turó.

Cal esmentar el fet que sobre el cim del Cabezo i dominant la vall, trobem el monument de desgreuge al Cor de Jesús, escultura majestuosa de 14 metres d'alt, dissenyada en 1951 per l'artista Nicolás Martínez. Aquesta obra monumental, que gaudeix de gran devoció, es tracta en realitat d'una rèplica d'una altra escultura anterior que va ser construïda en 1926 per Anastasio Martínez Hernández (1874-1933), amb el patrocini de l'alcalde de Múrcia Francisco Martínez García, i que va acabar sent destruïda en 1936.